# Aglaodes chionoma
Aglaodes chionoma är en fjärilsart som beskrevs av Turner 1898. Aglaodes chionoma ingår i släktet Aglaodes och familjen praktmalar, Oecophoridae. Inga underarter finns listade i Catalogue of Life.